# ヒメバチ
ヒメバチは、膜翅目（ハチ目）細腰亜目（ハチ亜目）ヒメバチ科（Icheumonidae）に属する寄生蜂の総称である。ヒメバチ科は甲虫や他のハチ、チョウ、クモなどを寄主として利用する捕食寄生者であり、農地を含む陸域生態系において他の昆虫を中心とした節足動物の個体数を制御する重要な役割を担っている。
昆虫の中でも特に巨大なグループであり、世界から約25,000種が知られている。しかし、この種数は分類の遅れなどの理由で実際の多様性を反映しておらず、未記載種（新種）を含めた推定種数では60,000～100,000種に達すると考えられている。

## 特徴

ヒメバチ科の翅脈

ヒメバチの成虫は一般的に細身のハチのような体型をしているが、その体長、体色、体型などは非常に多様である。ヒメバチ上科（ヒメバチ科＋コマユバチ科）は、ミツバチやスズメバチなどの有剣類や他の膜翅目昆虫に比べて触角の節数が多いという特徴があり、有剣類では通常13節以下であるのに対し、ヒメバチ上科の触角はふつう16節以上ある。
多くのヒメバチは、メスが膜翅目、甲虫目、鱗翅目、双翅目など完全変態昆虫の幼虫や蛹、クモの成体や卵嚢などに産卵し、幼虫はそれらに捕食寄生する。植物組織内や繭内など何かに覆われた中にいる寄主に産卵するため、多くのヒメバチのメスは、腹端から突出した長い産卵管をもっている。ほとんどの種は寄主の体内、体上や近傍に産卵するが、寄主に直接産卵せず葉上に産卵するヒメバチもいる。なおヒメバチが寄主として利用する昆虫については、Aubert (1969, 1978, 2000), Perkins (1959, 1960), Townes et al. (1965) などにまとめられている。
幼虫は細腰亜目の他の種と同様の形態を取る。幼虫が成熟すると、寄主の体内、あるいはすぐ近傍で繭を作って蛹になり、羽化して成虫となる。
形態的には、ヒメバチと姉妹群を形成するコマユバチ科の種と類似するが、前翅の2m-cu横脈の有無によって区別できる（ヒメバチ科は2m-cu横脈を持ち、コマユバチ科は2m-cu横脈をもたない）。

## 分布・生物地理
ヒメバチは全世界に分布する。従来、熱帯より温帯に種数が多いという緯度勾配があると考えられてきた。しかし、近年の熱帯地域のヒメバチ科の多様性を解明することを目的とする国際プロジェクトにより、熱帯地域においても高い多様性が存在することが示唆され始めている。

## 分類
ヒメバチ科には約1,600属25,000種が含まれている。2019年の研究では現生41亜科が含まれ、別の研究ではコマユバチ科とされていた1亜科が本科に含まれるとされた。亜科の和名については『日本産ヒメバチ目録』と『日本産ヒメバチ上科（膜翅目）の属への検索表』に従った。なお、アリヤドリバチ亜科Hybrizontinaeとミズバチ亜科 Agriotypinae (ミズバチ属のみ) は、独立した科として扱われたこともある。
| - Acaenitinae ケンオナガヒメバチ亜科 - Adelognathinae ツブヒメバチ亜科 - Agriotypinae ミズバチ亜科 - Anomaloninae コンボウアメバチ亜科 - Ateleutinae ミノムシトガリヒメバチ亜科 - Banchinae ウスマルヒメバチ亜科 - Brachycyrtinae ニジヒメバチ亜科 - Campopleginae チビアメバチ亜科 - Claseinae - Collyrinae ノコギリヒメバチ亜科 - Cremastinae キバラアメバチ亜科 - Cryptinae トガリヒメバチ亜科 (= Gelinae) - Ctenopelmatinae マルヒメバチ亜科 - Cylloceriinae ホソヒメバチ亜科 - Diacritinae ホソナガヒメバチ亜科 - Diplazontinae ヒラタアブヤドリヒメバチ亜科 - Eucerotinae フトマルヒメバチ亜科 - Hybrizontinae アリヤドリバチ亜科 - Ichneumoninae ヒメバチ亜科（= Alomyinae ヒロクチヒメバチ亜科） - Labeninae - Labenopimplinae（化石亜科） - Liaoichneumon（化石亜科） - Lycorininae カタトゲヒメバチ亜科 - Masoninae（コマユバチ科から移動） - Mesochorinae フタオヒメバチ亜科 - Metopiinae メンガタヒメバチ亜科 | - Microleptinae コブヒメバチ亜科 - Miolyta（化石属） - Neorhacodinae ミジンヒメバチ亜科 - Nesomesochorinae ホソチビアメバチ亜科 - Ophioninae アメバチ亜科 - Orthocentrinae ハエヒメバチ亜科 - Orthopelmatinae タマバチヤドリヒメバチ亜科 - Oxytorinae トゲホソヒメバチ亜科 - Palaeoichneumoninae（化石亜科） - Pedunculinae - Pherhombinae（化石亜科） - Phygadeuontinae - Pimplinae ヒラタヒメバチ亜科 - Poemeniinae クチキヒメバチ亜科 - Rhyssinae オナガバチ亜科 - Sisyrostolinae（= Brachyscleromatinae） - Stilbopinae チビマルヒメバチ亜科 - Tanychorinae（化石亜科） - Tatogastrinae - Tersilochinae ツヤアメバチ亜科（= Phrudinae） - Townesitinae（化石亜科） - Tryphoninae ハバチヒメバチ亜科 - Tryphopimpla（化石属） - Xoridinae マルズヒメバチ亜科 |

## ギャラリー

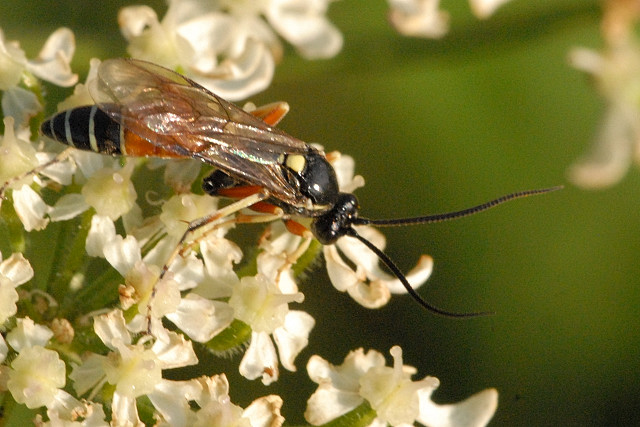
Ctenichneumon panzeri (ヒメバチ亜科)
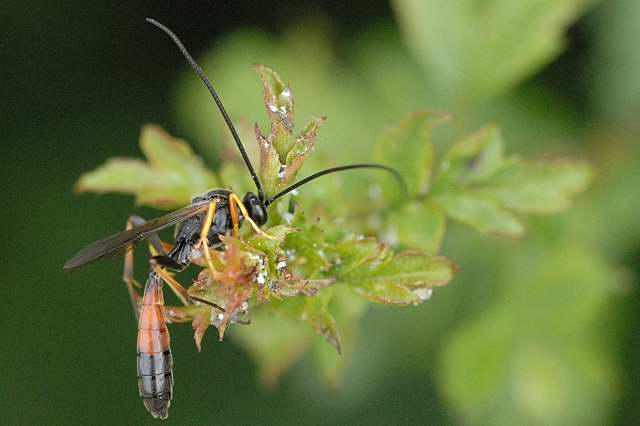
Hadrodactylus villosulus (マルヒメバチ亜科)
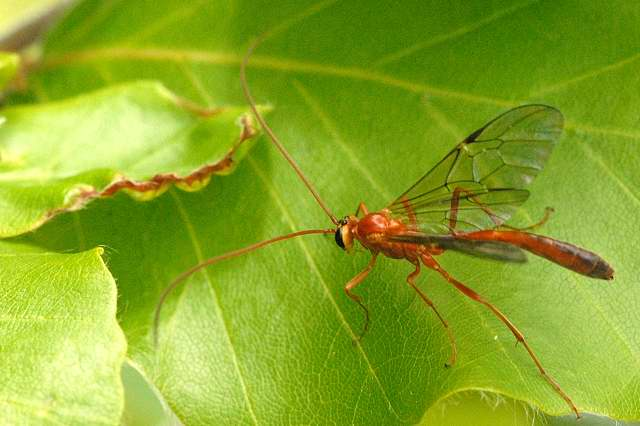
Ophion longigena (アメバチ亜科)
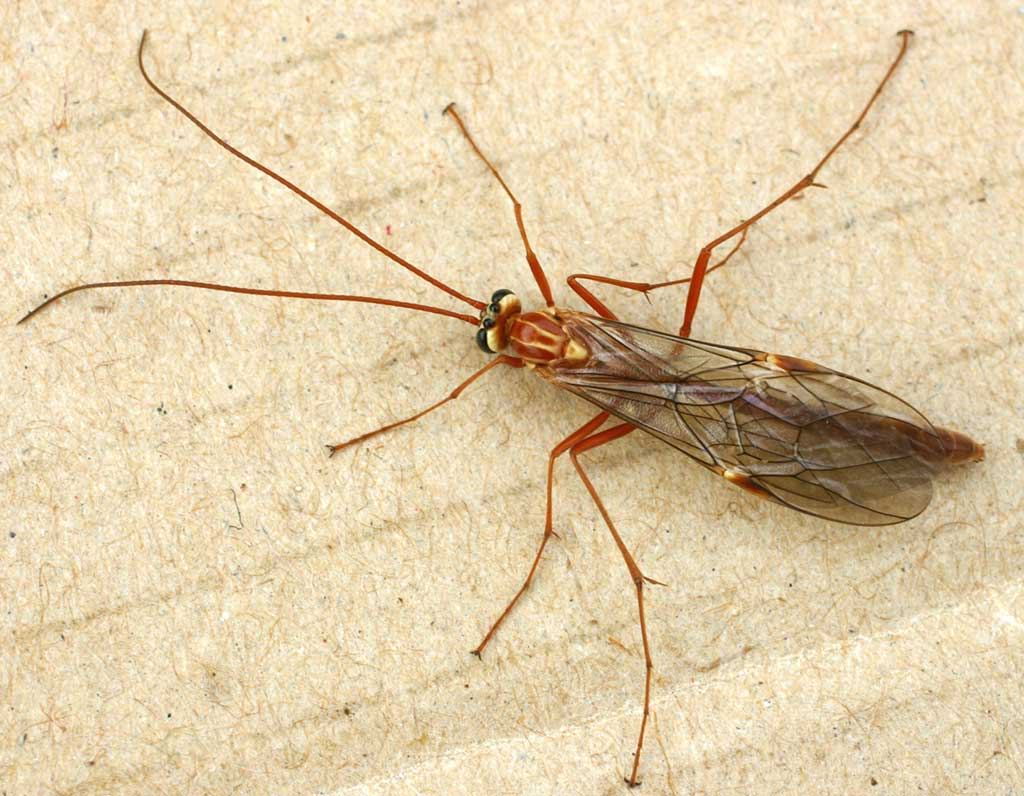
Ophion luteus オオアメバチ (アメバチ亜科)
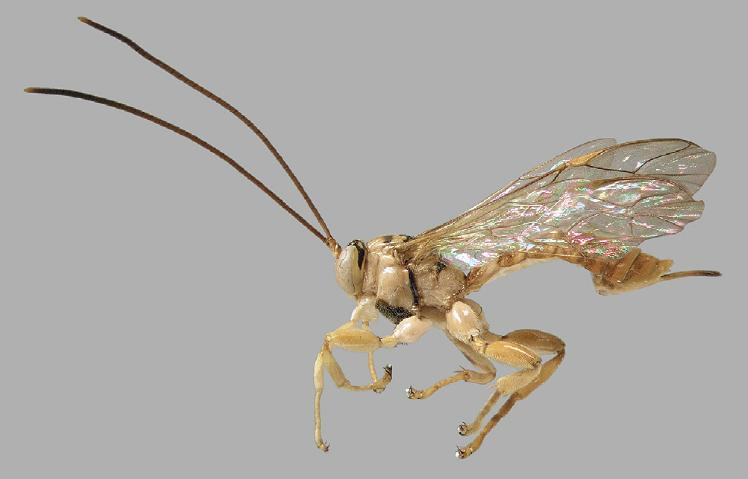
Xanthopimpla jussilai (ヒラタヒメバチ亜科)
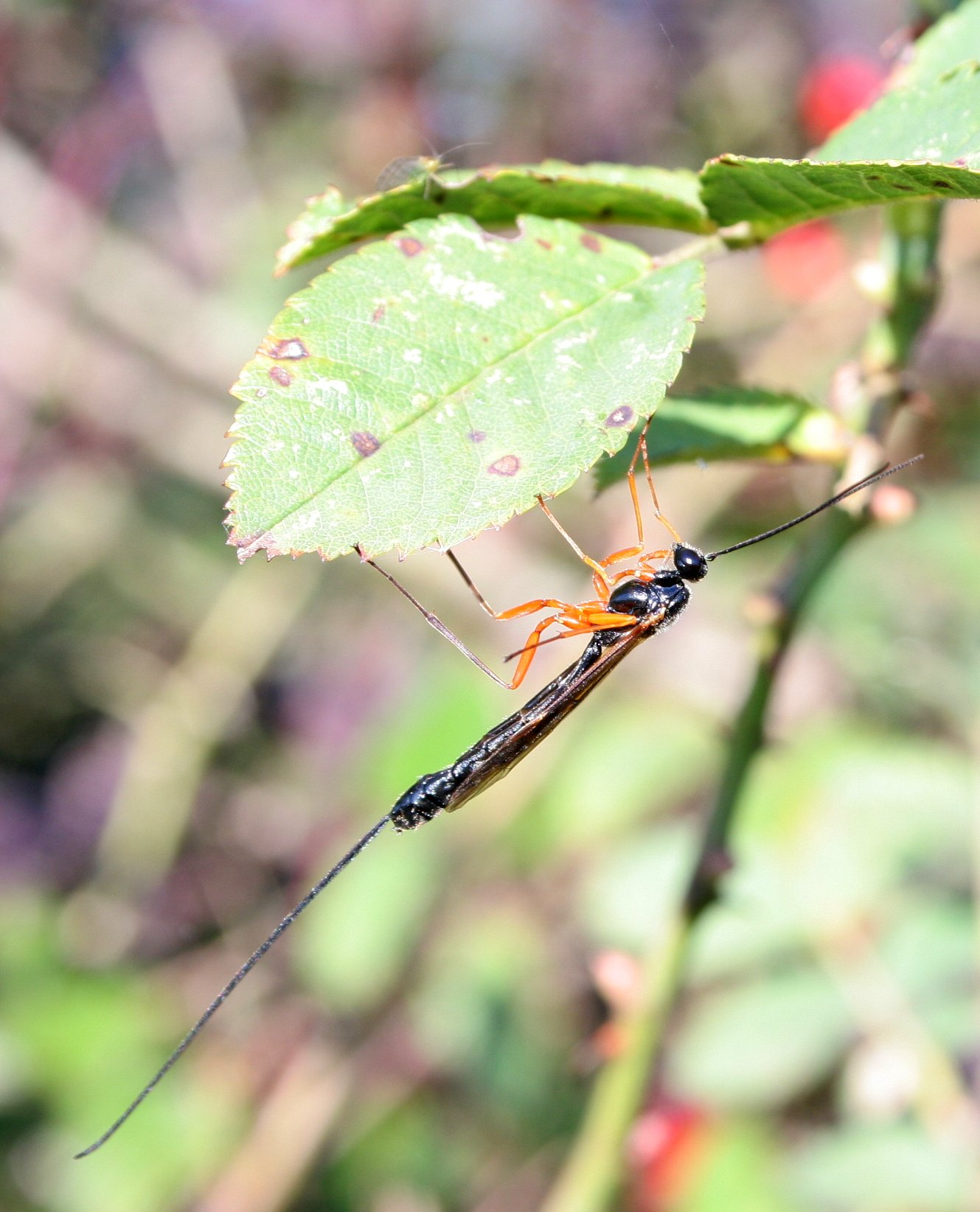
Dolichomitus sp. (ヒラタヒメバチ亜科)
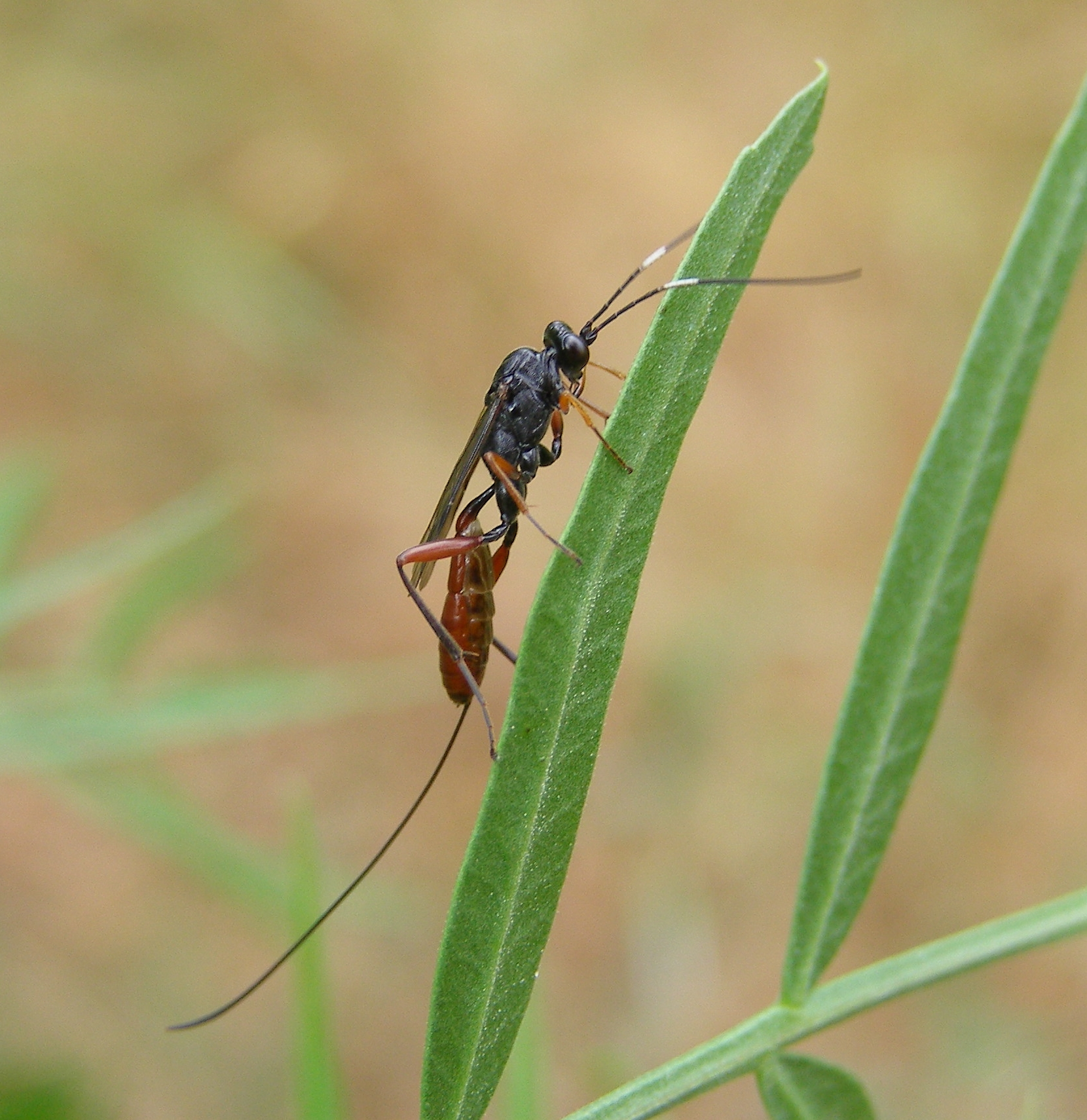
Aritranis longicauda (トガリヒメバチ亜科)
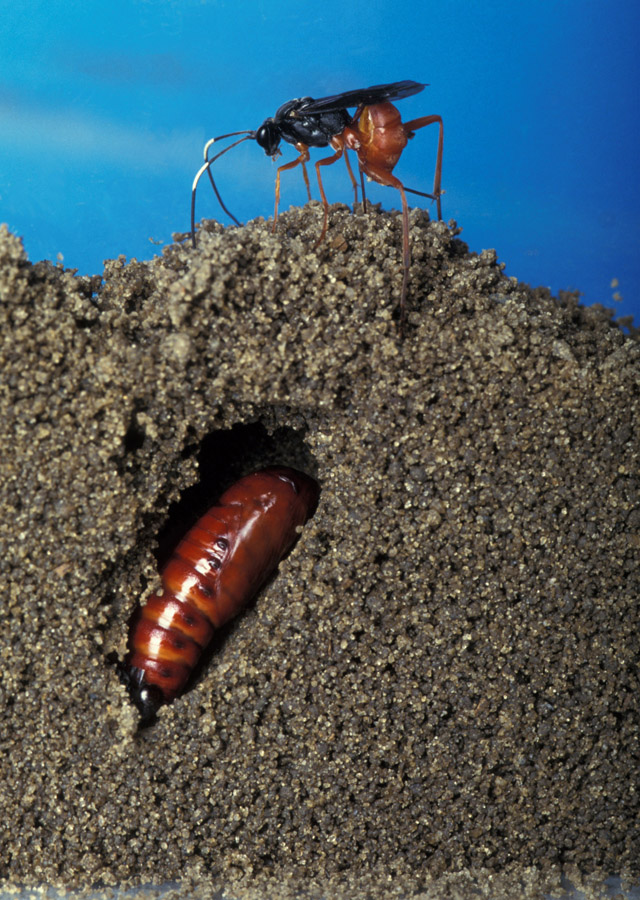
オオタバコガの蛹に産卵する Diapetimorpha introita